# Nothophantes horridus
Nothophantes horridus is een spinnensoort in de taxonomische indeling van de hangmatspinnen (Linyphiidae).
Het dier behoort tot het geslacht Nothophantes. De wetenschappelijke naam van de soort werd voor het eerst geldig gepubliceerd in 1995 door Merrett & Stevens.